# Liquame

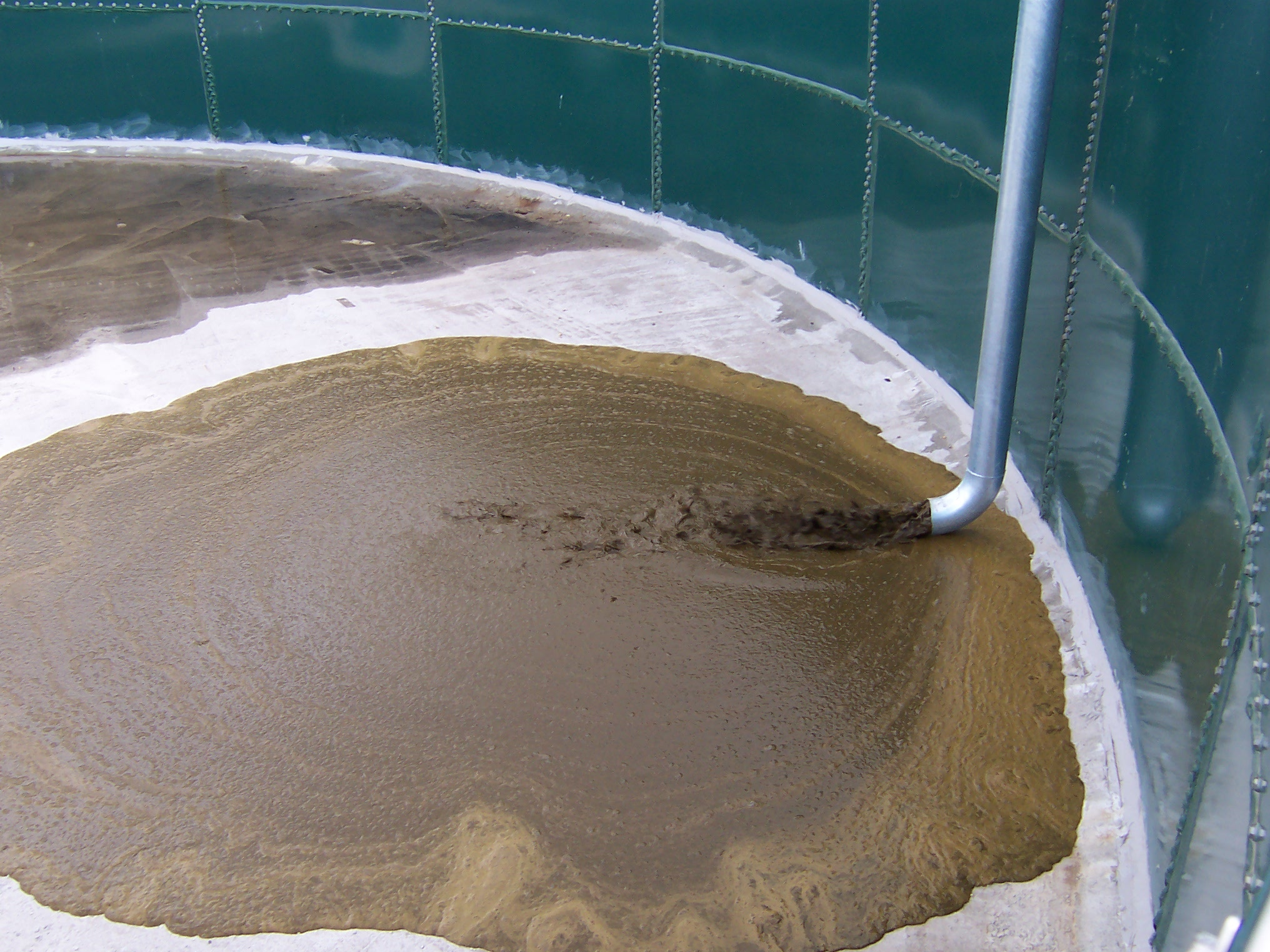
Cisterna di liquame zootecnico

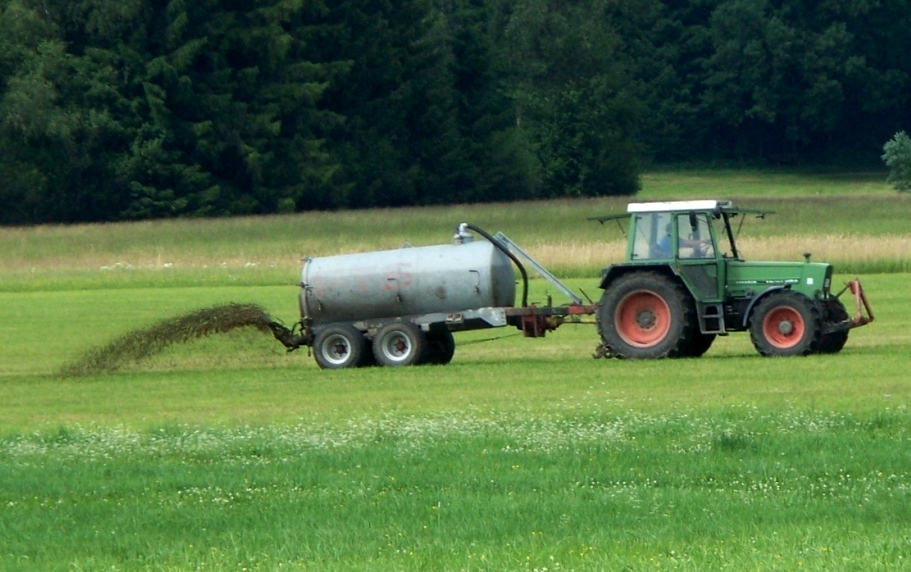
Spandiliquame in azione

Il liquame è un effluente zootecnico fluido, derivato dalle deiezioni solide e liquide (feci e urina) a cui si è aggiunta acqua di bevanda e acqua di lavaggio.
A differenza del letame e del liquiletame, il liquame non contiene alcun materiale usato come lettiera, pertanto presenta un rapporto carbonio/azoto più basso e, quindi, una carica inquinante più alta anche in caso di spandimento sul suolo, a causa della maggiore suscettività alla mineralizzazione e al conseguente dilavamento di nitrati.
A differenza del letame, che essendo di consistenza solida viene frammentato finemente e sparpagliato sul terreno con macchine denominate spandiletame, il liquame viene irrorato in forma liquida da appositi carri-botte, trainati da una trattrice agricola e denominati spandiliquame o botte del liquame.
I liquami sono generalmente prodotti in allevamenti intensivi con alto carico di bestiame in rapporto alla superficie, in particolare allevamenti di suini e di bovini da carne in stalle con pavimentazione in grigliato.